# Крепкий (фрегат, 1801)
«Крепкий» — парусный 54-пушечный фрегат Черноморского флота Российской империи, участник русско-турецкой войны 1806—1812 годов.

## История службы
Фрегат был заложен на Херсонской верфи 10 января 1801 года и после спуска на воду 10 ноября 1801 года вошёл в состав Черноморского флота России. Строительство вёл корабельный мастер В. И. Потапов. В том же году перешёл из Херсона в Севастополь.
Выходил в практическое плавание в Чёрное море в 1802 году. 6 февраля 1804 года в составе отряда вышел из Севастополя с войсками на борту и к 13 мая прибыл в Корфу. В 1806 году находился в Корфу, доставлял войска на острова в Адриатическом море, ходил в Венецию и выходил в крейсерство к берегам Албании. 19 февраля того же года ушёл в Севастополь.
Принимал участие в русско-турецкой войне 1806—1812 годов. В марте 1807 года в составе отряда капитан-командора Т. Г. Перского фрегат ходил к Синопу для захвата строящихся там судов противника, но по причине того, что суда находились под защитой крепостных батарей, отряд отказался от атаки и вынужден был вернуться обратно. 8 апреля вышел в море в составе эскадры контр-адмирала С. А. Пустошкина, но, получив повреждения в шторм, вместе с другими судами эскадры вынужден был вернуться в Севастополь.
21 апреля вновь вышел в море в составе эскадры и 24 апреля прибыл к Анапе. 29 апреля принимал участие в высадке десанта, захватившего крепость, а к 12 мая вместе с эскадрой вернулся в Севастополь
31 мая в составе эскадры вышел в море с десантом на борту и 11 июня подошёл к Трапезунду. Вместе с другими судами эскадры лавировал в море под парусами. Ввиду превосходства турецких войсках десант высажен не был, и 12 июня эскадра ушла в Севастополь, куда прибыла к 10 июля.
В 1808 и 1809 годах стоял на Севастопольском рейде.
30 июня в составе эскадры контр-адмирала А. А. Сарычева ходил на поиск турецких судов к Синопу, Самсуну и Варне. 9 августа суда эскадры подошли к Варне и встали на якорь у мыса Коварна. По причине того, что войска на судах эскадры отсутствовали, было принято решение Варну не атаковать. 17 августа эскадра снялась с якоря и вышла в море. Обнаружив суда противника, эскадра преследовала их до темноты, но ночью турецким судам удалось оторваться. 26 августа эскадра вернулась в Севастополь.
6 октября фрегат вновь вышел в море в составе эскадры контр-адмирала А. А. Сарычева и к 11 октября подошёл к Трапезунду. Вёл бомбардировку крепостных батарей, а 17 октября прикрывал огнём высадку десанта, но ввиду превосходства турецких войск десант пришлось снять с берега. 30 октября с другими судами эскадры вернулся в Севастополь.
С июня по август 1811 года выходил в крейсерство к Варне в составе эскадры. 
В 1812 году фрегат «Крепкий» был признан ветхим и непригодным для плаваний.

## Командиры фрегата
Командирами судна в разное время служили:
- К. Ю. Патаниоти (1801—1807 годы).
- С. А. Велизарий (1808—1810 годы).
- Ф. М. Маслов (1811 год).